# Gaiòla
Gaiòla (piemontès Gajòla) és un municipi italià, situat a la regió del Piemont. L'any 2007 tenia 522 habitants. Està situat a la Val d'Estura, dins de les Valls Occitanes. Limita amb els municipis de Borgo San Dalmazzo, Moiòla, Rittana, Roccasparvera i Valloriate.

## Administració
| Període | Identitat     | Partit        |
| ------- | ------------- | ------------- |
| 2004-   | Alessia Bruno | Llista cívica |